# Боядла (гміна)
Гміна Боядла (пол. Gmina Bojadła) — сільська гміна у північно-західній Польщі. Належить до Зеленогурського повіту Любуського воєводства.
Станом на 31 грудня 2011 у гміні проживало 3374 особи.

## Площа
Згідно з даними за 2007 рік площа гміни становила 102.55 км², у тому числі:
- орні землі: 42.00%
- ліси: 47.00%

Таким чином, площа гміни становить 6.53% площі повіту.

## Населення
Станом на 31 грудня 2011:
| Опис     | Загалом | Загалом | Чоловіки | Чоловіки | Жінки | Жінки |
| -------- | ------- | ------- | -------- | -------- | ----- | ----- |
| одиниця  | осіб    | %       | осіб     | %        | осіб  | %     |
| все      | 3374    | 100     | 1707     | 50.59    | 1667  | 49.41 |
| міське   | 0       | 100     | 0        |          | 0     |       |
| сільське | 3374    | 100     | 1707     | 50.59    | 1667  | 49.41 |

## Сусідні гміни
Гміна Боядла межує з такими гмінами: Забур, Карґова, Кольсько, Нова Суль, Отинь, Тшебехув.